# 무한도전 나름 가수다
《나름 가수다》는 MBC 《무한도전》에서 2011년에 방송된 〈나름가수다〉편에 등장하였던 곡들이 수록되어 있는 음반이다.

## 나름 가수다

### 개요
2011년 12월 24일과 12월 31일, 2012년 1월 7일까지 3회에 걸쳐 방송되었다. 원곡을 뒤집는 반전 편곡으로 기대를 모았으며, 멤버들이 600여 명 규모의 청중평가단 앞에서 노래 경연을 펼쳤다.

### 공연 순서 및 순위
| 순서 | 가수                                    | 곡명                | 순위      | 순위    |
| 순서 | 가수                                    | 곡명                | 중간 평가 | 본 공연 |
| ---- | --------------------------------------- | ------------------- | --------- | ------- |
| 1    | 정준하                                  | 키 큰 노총각 이야기 | 2위       | 1위     |
| 2    | 노홍철 (Feat. 다이나믹 듀오 & 노라조)   | 사랑의 서약         | 3위       | 6위     |
| 3    | 길 (Feat. 개리 & 정인)                  | 삼바의 매력         | 1위       | 5위     |
| 4    | 하하 (Feat. 스컬)                       | 바보에게 바보가     | 3위       | 7위     |
| 5    | 정형돈 (Feat. 뮤지컬배우 & 앙상블 13인) | 영계백숙            | 6위       | 2위     |
| 6    | 유재석 (Feat. 송은이 & 김숙)            | 더위 먹은 갈매기    | 7위       | 4위     |
| 7    | 박명수 (Feat. 김범수)                   | 광대                | 3위       | 3위     |

## 수록곡
| #             | 제목                    | 아티스트                                | 재생 시간 |
| ------------- | ----------------------- | --------------------------------------- | --------- |
| 1.            | 〈키 큰 노총각 이야기〉 | 정준하                                  | 3:37      |
| 2.            | 〈사랑의 서약〉         | 노홍철 (Feat. 다이나믹 듀오, 노라조)    | 5:13      |
| 3.            | 〈삼바의 매력〉         | 길 (Feat. 개리, 정인)                   | 4:14      |
| 4.            | 〈바보에게 바보가〉     | 하하 (Feat. 스컬)                       | 4:11      |
| 5.            | 〈영계백숙〉            | 정형돈 (Feat. 뮤지컬배우 & 앙상블 13인) | 3:27      |
| 6.            | 〈더위 먹은 갈매기〉    | 유재석 (Feat. 송은이, 김숙)             | 4:20      |
| 7.            | 〈광대〉                | 박명수 (Feat. 김범수)                   | 4:17      |
| 총 재생 시간: | 총 재생 시간:           | 총 재생 시간:                           | 29:19     |